# Ilmari Hannikainen

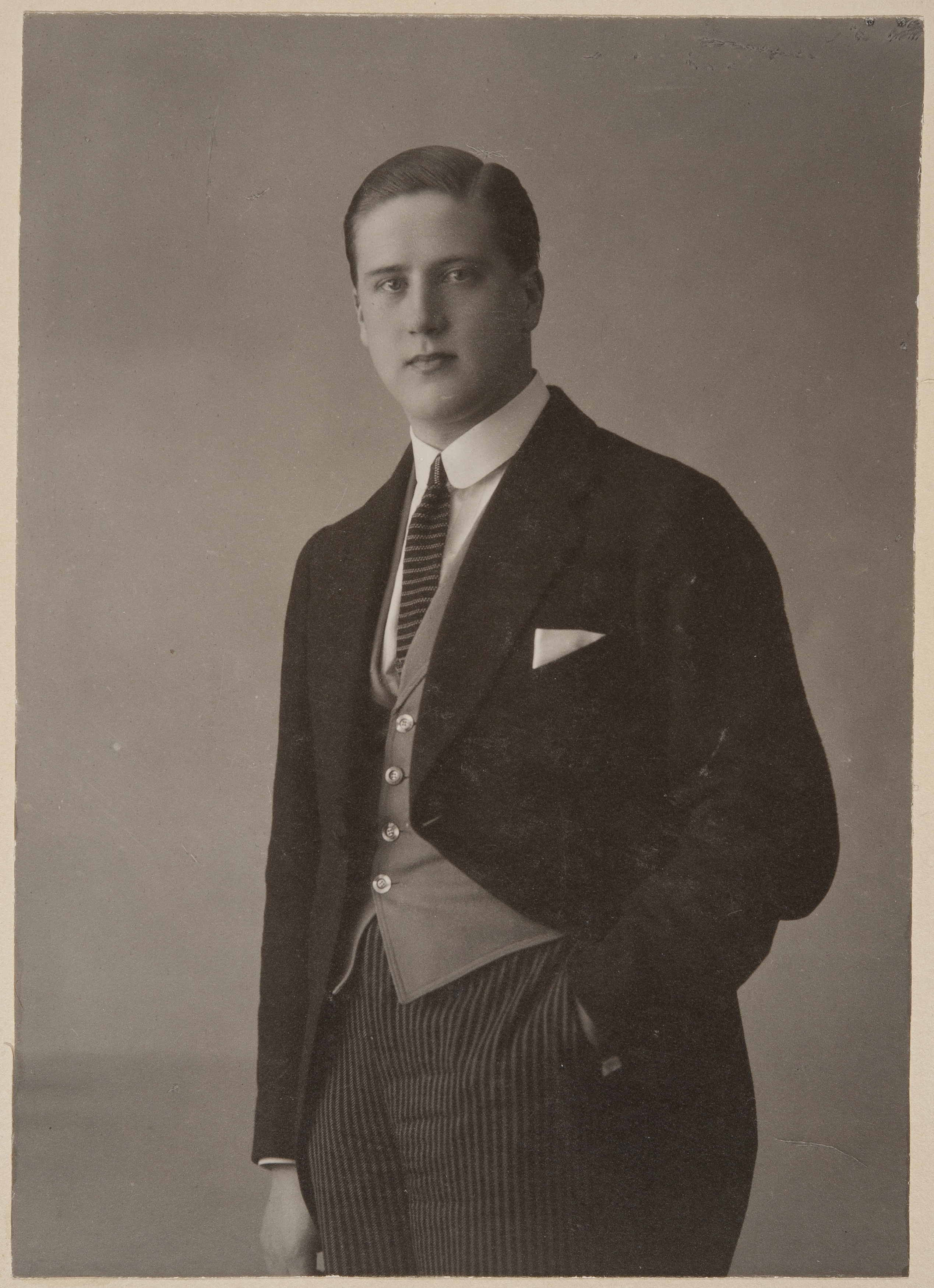
Ilmari Hannikainen

Toivo Ilmari Hannikainen (* 19. Oktober 1892 in Jyväskylä; † 25. Juli 1955 in Kuhmoinen) war ein finnischer Komponist.
Der Sohn von Pekka Juhani Hannikainen studierte von 1911 bis 1914 an der Universität Helsinki. Er war dann Schüler von Franz Schreker an der Musikakademie in Wien, 1915 bis 1917 von Alexander Siloti in Sankt Petersburg und 1919 von Alfred Cortot in Paris. Er wirkte dann als Klavierlehrer am Konservatorium und später als Professor an der Sibelius-Akademie in Helsinki.
Er komponierte eine Oper, ein Klavierkonzert, ein Klavierquartett, zahlreiche impressionistische Klavierstücke und Lieder.